# 聖母子 (カーノ)
『聖母子』（せいぼし、西: La Virgen con el Niño、英: The Madonna and Child）は、スペイン・バロック絵画の画家アロンソ・カーノが1645-1652年にキャンバス上に油彩で制作した絵画で、画家が手掛けた多くの聖母子画の中でも傑作と呼べる作品である。スペイン王室のコレクションに由来し、現在はマドリードのプラド美術館に所蔵されている。

## 作品
アロンソ・カーノは、1638年にオリバーレス伯公爵によりセビーリャからマドリードに召し出され、スペインの宮廷画家となった。王室コレクションに触れたカーノは16世紀ヴェネツィア派絵画とヴァン・ダイクから深い影響を受け、それまでの自然主義的手法から離れていく。変化を遂げたカーノの作品は、洗練され調和のとれた繊細な表現、静謐な美、完璧主義などの特質を有し、当時のスペイン・バロック期のどの画家よりも理想主義的なものとなった。

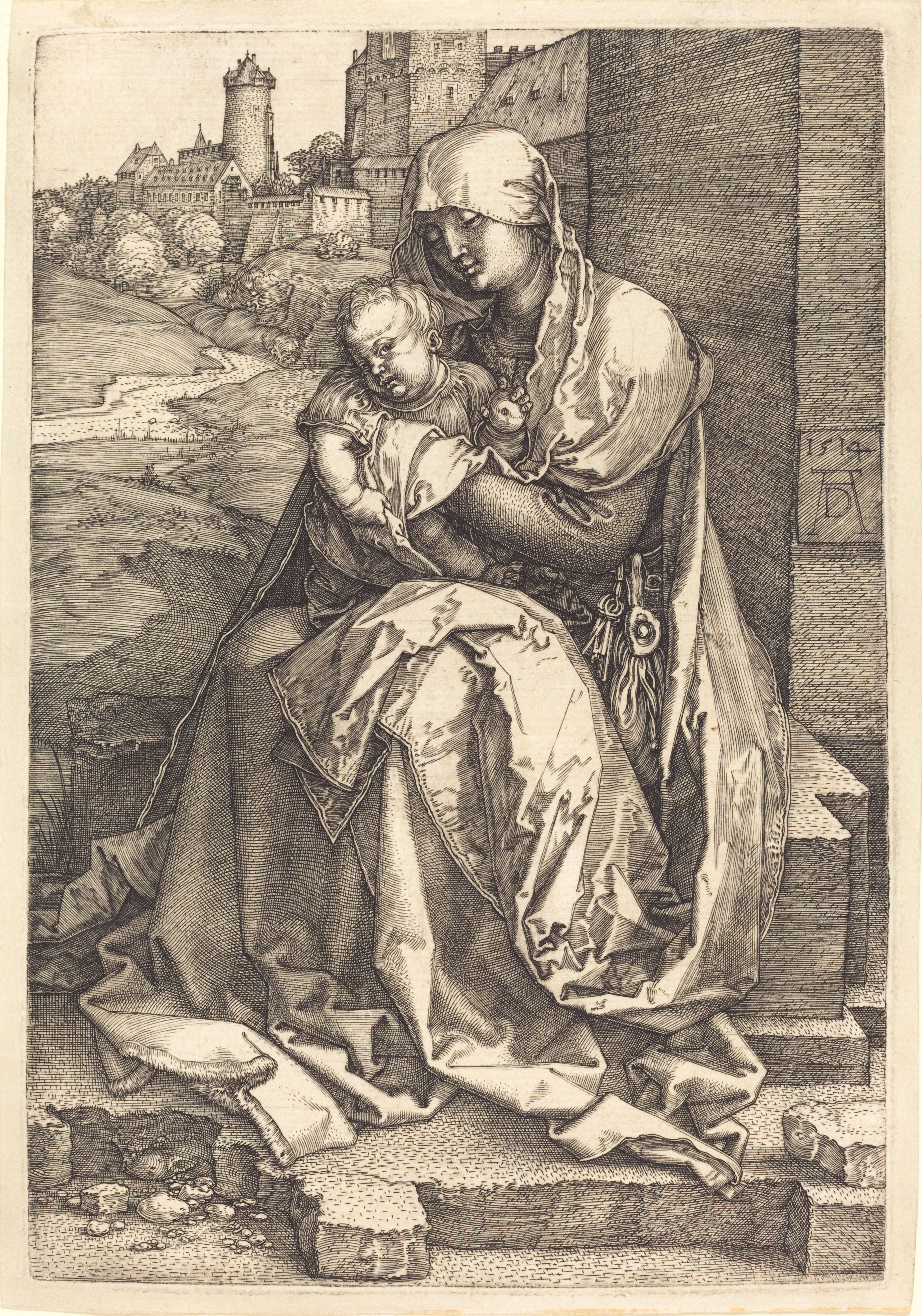
アルブレヒト・デューラーのエングレービング『壁沿いに座る聖母子』 (1514年)、ナショナル・ギャラリー (ワシントン)

当時のスペインではキリスト教的主題を身近に表現することで、信者の親近感を得る手法が流行していた。後のバルトロメ・エステバン・ムリーリョなどの作品により、こうした手法がいかに人気であったかがうかがい知れる。本作の鑑賞者は、互いを見つめ合う聖母マリアと幼子イエス・キリストの間に通い合う暖かな感情を自らも感じ取れるような錯覚に陥る。
本作は、カーノの様式の主な特徴、とりわけ多くの影響を自己のものとする彼の能力を端的に示している。構図は良く知られていたアルブレヒト・デューラーの版画にもとづいているが、聖母の姿はラファエロのいくつかの聖母像と関連している。色彩はスペイン王室のコレクションにあったティツィアーノの作品を知悉していたことを物語る。青色を基調に表現された夜の帳の中に、イエスの肌と聖母の衣服のピンク色が冴えている。しかし、こうした影響は、カーノに特徴的な清澄さと平穏さにより翻案されている。構図の美しさと繊細さ、屋外の設定による抒情性、聖母子の甘美さにより、この絵画は非常に称賛され、カーノ自身によって数点の類似した複製が制作されたほどであった。
なお、小川沿いの風景が舞台の本作は、『聖書』に記述される聖家族のエジプトへの逃避の逸話と関連しているのかもしれない。